# Paradise island
Paradise island is het derde studioalbum van Lake. Het album is opgenomen in de Russl Studio in Hamburg. Lake haalde met dit album alleen nog een klein succesje in Duitsland. Van het album werden twee singles afgehaald, beide zonder commercieel succes.
De platenhoes werd ontworpen door James McMullan, pas veel later bekend met reclameposters.

## Musici
- James Hopkins-Harrison – zang
- Alex Conti – gitaar, zang
- Martin Tiefensee – basgitaar
- Geoffrey Peacey – toetsinstrumenten, zang en gitaar
- Detlef Petersen – toetsinstrumenten, zang
- Dieter Ahrendt – slagwerk, percussie

## Muziek
| Nr. | Titel                                       | Duur |
| --- | ------------------------------------------- | ---- |
| 1.  | Into the night (Petersen, Hopkins Harrison) | 5:10 |
| 2.  | Glad to be here (Peacey, Hopkins Harrison)  | 3:49 |
| 3.  | Crystal eyes (Petersen, Hopkins Harrison)   | 3:58 |
| 4.  | Paradise way (Petersen, Hopkins Harrison)   | 4:53 |

| Nr. | Titel                                                | Duur |
| --- | ---------------------------------------------------- | ---- |
| 1.  | Hopeless love (Petersen, Hopkins Harrison)           | 4:03 |
| 2.  | One way song (Conti, Hopkins Harrison)               | 3:46 |
| 3.  | Hard road (Conti, Hopkins Harrison, Peacey, Ahrendt) | 3:40 |
| 4.  | The final curtain (Petersen, Hopkins Harrison)       | 5:10 |